# Wislouchia
Wislouchia je rod zelenih alga mješten u vlastitu porodicu Wislouchiaceae, dio reda Chlamydomonadales. Rod i porodica opisani su 2021. i sastoji se od dvije vrste, jedna iz bočatih voda u Rumunjskoj, a druga je slatkovodna iz Bugarske.

## Vrste
1. Wislouchia salina (Wisłouch) Molinari & Guiry
2. Wislouchia uroglenoidea (Svirenko) Molinari & Guiry

## Sinonimi
- Raciborskiella Wislouch, 1924, nom. illeg.

## Vanjske poveznice
|  | Wikivrste imaju podatke o taksonu Wislouchia |